# Музей бокса (Саннуа)
Музей бокса был открыт 20 мая 2005 года во Дворце спорта Жан-Клода Бутьера в Саннуа, Валь-д'Уаз. Это первый музей, посвящённый спорту во Франции.

## Описание
В музее представлена богатая коллекция, состоящая из более чем 8000 экспонатов, она обеспечивает полный обзор истории бокса от древности до наших дней, как в плане спорта, так и культуры. В наличии сотни трофеев, исторических документов и произведений искусства, начиная с XIX века по настоящее время. Также можно увидеть реконструированный ринг и тренажёрный зал.
Музей открыт всю неделю, кроме понедельника, с 13:30 до 17:30.